# Luvo Manyonga
Luvo Manyonga (ur. 18 listopada 1991 w Paarl) – południowoafrykański lekkoatleta specjalizujący się w skoku w dal oraz trójskoku.
W 2012 roku wykryto u niego niedozwolony środek dopingujący – metamfetaminę. Został ukarany 18-miesięczną dyskwalifikacją.

## Osiągnięcia
| Rok  | Zawody                      | Miasto         | Konkurencja | Pozycja    | Wynik |
| ---- | --------------------------- | -------------- | ----------- | ---------- | ----- |
| 2009 | Mistrzostwa Afryki juniorów | Bambous        | Skok w dal  | 3. miejsce | 7,49  |
| 2010 | Mistrzostwa świata juniorów | Moncton        | Skok w dal  | 1. miejsce | 7,99  |
| 2011 | Mistrzostwa świata          | Daegu          | Skok w dal  | 5. miejsce | 8,21  |
| 2011 | Igrzyska afrykańskie        | Maputo         | Skok w dal  | 1. miejsce | 8,02  |
| 2016 | Mistrzostwa Afryki          | Durban         | Skok w dal  | 2. miejsce | 8,23  |
| 2016 | Igrzyska olimpijskie        | Rio de Janeiro | Skok w dal  | 2. miejsce | 8,37  |
| 2017 | Mistrzostwa świata          | Londyn         | Skok w dal  | 1. miejsce | 8,48  |
| 2018 | Halowe mistrzostwa świata   | Birmingham     | Skok w dal  | 2. miejsce | 8,44  |
| 2018 | Igrzyska Wspólnoty Narodów  | Gold Coast     | Skok w dal  | 1. miejsce | 8,41  |
| 2018 | Athletics World Cup         | Londyn         | Skok w dal  | 1. miejsce | 8,51  |
| 2018 | Mistrzostwa Afryki          | Asaba          | Skok w dal  | 2. miejsce | 8,43  |
| 2019 | Mistrzostwa świata          | Doha           | Skok w dal  | 4. miejsce | 8,28  |

## Rekordy życiowe
Stadion
- skok w dal – 8,65 (22 kwietnia 2017, Potchefstroom) rekord Afryki[4]
- trójskok – 15,72 (12 grudnia 2010, Manzini)

Hala
- skok w dal – 8,44 (2 marca 2018, Birmingham) halowy rekord Afryki